# Приключения мишек Гамми

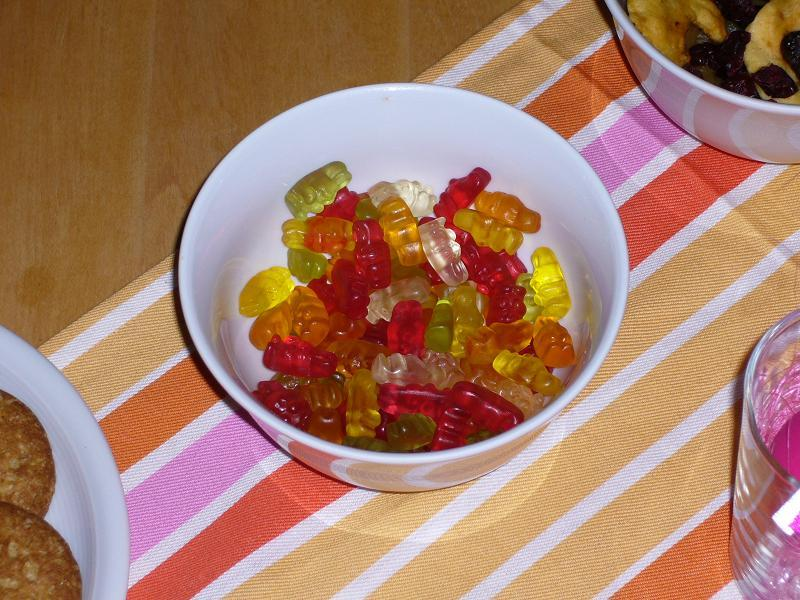
Идея создания мультфильма возникла под впечатлением от популярного жевательного мармелада Gummy bears

«Приключения мишек Гамми» (англ. Disney’s Adventures of the Gummi Bears) — американский мультипликационный сериал, первый мультсериал студии Walt Disney Television Animation, снятый в 1985—1991 годах.
Мультсериал повествует о приключениях сказочных медведей Гамми, которые тайно от людей живут в лесу неподалёку от королевства Данвин, охраняя от других его жителей свои секреты и традиции. «Гамми» в англоязычных странах называют любимую детьми сладость — медведей из мармелада. Мультсериал создан студией Диснея и транслировался в США и других странах. Мультсериал состоит из 65 серий. Премьера состоялась на канале NBC 14 сентября 1985 года.
Авторами вступительной музыкальной темы «Bouncing here and there and everywhere» (с англ. — «Прыгающие тут и там и везде») являются Майкл и Пэтти Силвершер.

## Сюжет
Во время, о котором сложены легенды и мифы, медведи Гамми были очень скромными, но умными и образованными существами, которые жили бок о бок с людьми и активно принимали участие в повседневной жизни. Это время длилось недолго — человеческая зависть и жадность сделали своё дело — люди стали обманывать медведей Гамми, чтобы заполучить их великие секреты. Недоверие между Гамми и людьми нарастало, пока в один день Гамми не ушли в другие земли, забрав все свои секреты и тайны с собой.
Гамми из мультсериала знают об этом времени очень мало, преимущественно из мифов и рассказов. Люди же вовсе не верят в это, считая медведей Гамми всего лишь сказками для детей. Но, благодаря помощи обыкновенного мальчика Кевина и принцессы королевства Данвин — Каллы, Гамми поняли своё настоящее предназначение.
Так как численность Гамми значительно уменьшилась, то многие места Долины Гамми так и остаются неизученными. Во многих сериях Гамми совершают удивительные открытия у себя же дома.
Многие из секретов, которые открывают Гамми, находятся в Великой Книге Гамми, которая занимает почётное место на пьедестале в библиотеке Долины Гамми. Эта книга — плод вековых работ историков, философов и волшебников Гамми. Эта объёмная книга содержит в себе традиции Гамми, их историю, секреты по использованию волшебства.
Волшебная Книга Гамми огромна, вся исписана маленькими буквами и трудночитаема. Большую часть своего времени Колдун проводит в библиотеке, работая с Книгой, пытаясь понять заклинания, их назначение, пытаясь переписать их в более-менее сносный вид. Многие страницы незаполнены, пусты — поэтому Колдун частенько записывает свои наблюдения в Книгу для потомков Гамми Глэна.
Секрет Гамми-сока — один из главных элементов культуры Гамми. Он по-прежнему используется Гамми для церемониальных назначений — он даёт им силу и энергию. Также он позволяет Гамми прыгать, как супер-мячикам, — очень высоко и очень быстро. Они без проблем могут перепрыгнуть через высокие деревья, стены, горы. Однако действие сока очень быстро заканчивается.
Люди, выпив Гамми сок, не могут прыгать. Зато на очень короткий промежуток времени (около минуты) им дается сверхсила. Многократное использование сока не даёт желаемого эффекта — сок помогает человеку стать сильным опять только через 24 часа. Если же выпить сока слишком много, то это будет очень плачевно — человеку будет очень нездоровиться. Поэтому Кевин и Калла (два человека, которым Гамми доверяют до такой степени, что разрешают им пользоваться соком) должны быть разборчивыми, когда стоит, а когда не стоит пить сок.
Герцог Игторн постоянно пытается добыть рецепт сока, который поможет ему и его армии гоблинов захватить Данвин. Несчастный лакей Игторна — маленький гоблин Подлиза — всегда оказывается дегустатором нового рецепта сока, что превращает его то в гоблина с розовой шерстью, то в ракету и т. д.

## Окрестности
Данвин является как королевством, так и замком, в котором живут друзья Гамми. Долгий период времени это королевство было просто раем, землёй контрастов — со своими горами, реками, озёрами. Реки и озёра сливаются с океаном, северные леса же ведут в неведанные земли.
Долина Гамми, находясь далеко от Урсалии, древней столицы Великих Гамми, являлась историческим и культурным центром медведей Гамми. Замок Данвин и сам город полны потайных ходов, благодаря которым Гамми могут без проблем оказаться в нужную минуту в нужном месте.
Под руководством короля Грегора замок превратился в центр торговли, в который съезжаются многие торговцы из других земель. Поэтому замок полон прекрасных произведений искусства, экзотической еды, золота. Грегор и его отважные рыцари делают всё возможное, чтобы поддерживать порядок в королевстве, но великолепие Данвина заставляет завистников нападать снова и снова.
Король Грегор, в молодости бывший героем-легендой, пытается освободить Данвин от всего злого. Несмотря на его дипломатию и военные навыки, атакующих замок становится всё больше и больше. Особенно назойливыми стали обитатели замка Дрэкмор — злобные гоблины под предводительством злого герцога Игторна.
Дрэкмор является соседним замком, находящимся на востоке от Данвина. Этот замок населён гоблинами, которыми руководит герцог Игторн. Именно они являются главной угрозой замку Данвин.

## Герои

### Мишки Гамми

Густо Гамми (Gusto Gummi)

- Солнышко Гамми (англ. Sunni Gummi) — «символический подросток» из тех, кто часто выступает против клана, но в конечном счёте извлекает из этого урок. Она очень эмоциональна и хочет, чтобы её все воспринимали как взрослого Гамми. Её лучшая подруга — принцесса Калла.
- Малыш Гамми (англ. Cubbi Gummi) — самый молодой из Гамми, с поразительным воображением. Очень подвижный, любитель приключений. Малыш заинтересован в древней истории Гамми. Самый общительный из Гамми, больше всех остальных контактирует с людьми. Его величайшая мечта — стать настоящим бесстрашным рыцарем, настоящим героем. Во втором сезоне принцесса Калла произвела его в тайные защитники Данвина, поэтому он стал по ночам переодеваться в супергероя Малинового Мстителя.
- Колдун Гамми (англ. Zummi Gummi) — главный мудрец среди Гамми. Сильно переживая, он начинает говорить каламбуром. Имеет Великую Книгу Гамми — сборник истории, традиций, знаний, волшебства Гамми. Колдун очень плохо видит, поэтому ходит в очках.
- Ворчун Гамми (англ. Gruffi Gummi) — авторитетный медведь со скверным характером, но добрым сердцем. Является теневым лидером Медведей Гамми.
- Бабушка Гамми (англ. Grammi Gummi) — матриарх клана Гамми, делает волшебный эликсир Гамми.
- Толстун Гамми (англ. Tummi Gummi) — самый простодушный Гамми, страдающий постоянным голодом. Ввиду своих размеров, Толстун самый сильный из Гамми. Увлекается кораблестроением.
- Августо «Густо» Гамми (англ. Augustus «Gusto» Gummi) — творческая натура. Ворчун и Толстун нашли его на заброшенном острове посреди океана. Он не поселился вместе со всеми Медведями Гамми, а живёт отшельником в пещере у водопада. У Густо есть хороший друг — тукан по имени Арти Деко (Arte Deco).

### Жители королевства Данвин
- Кевин (англ. Cavin) — 12-летний мальчик со двора короля Грегора, друг мишек Гамми. Он мечтает стать рыцарем, поэтому уже с малых лет является очень ответственным и честным парнем.
- Принцесса Калла (англ. Princess Calla) — 12-летняя девочка и единственная дочь короля Грегора, подруга мишек Гамми. Каллу очень злит то, что она является фактически узником замка, так как она — королевская особа со своими обязанностями. Прекрасно владеет луком. Калла и Кевин — единственные люди, которые знают, где живут Гамми. Лучшая подруга напарник Каллы — это Солнышко Гамми, с которой она любит проводить время вместе.
- Король Грегор (англ. King Gregor) — престарелый король и защитник Данвина, место которого жаждет занять Игторн.
- Сэр Таксфорд (англ. Sir Tuxford) — рыцарь самого высокого ранга при дворе короля Грегора, а также наставник Кевина.

### Отрицательные

#### Жители замка Дрэкмор
Герцог Игторн
Главный антагонист сериала, хитрый и коварный диктатор замка Дрэкмор. С помощью своих орд гоблинов он пытается захватить замок Данвин. Он обозлён на весь мир, так как когда-то он был рыцарем замка Данвин, но его лишили звания и изгнали из королевства из-за гнусных деяний (судя по всему, за попытку свергнуть короля Грегора). Игторн может показаться психопатом, но он далеко не такой: герцог очень коварен и умён, более того, он сильнее именитых рыцарей Данвина. Влюблён в злую колдунью, ещё одного врага мишек Гамми — колдунью Леди Бейн, но она не отвечает ему взаимностью. Любит хорошие сапоги и прочую обувь, говорит Подлизе, что хочет сделать из него сапоги.
Он не раз угрожал уничтожить Данвин, но до практической реализации это не доходило, так как ему хочется, чтобы хоть что-то осталось от замка для царствования. Один из способов, как он может завладеть замком, — это рецепт сока из Гамми-ягод. Игторн не знает, где находится вход в Долину Гамми, поэтому его гоблины находятся в постоянных поисках потайного входа в дом к Гамми.
Имеет брата-рыцаря по имени Виктор, который является полной его противоположностью, но он знает, что он младший. Также оказывается, что имя герцога Зигмунд, что означает, что Игторн — это фамилия.
В прологе серии «The Knight’s Of Gummidoon» предводитель людей, преследующих медведей Гамми, очень напоминает Игторна (возможно, кто-то из его предков).
Подлиза
Условно-отрицательный персонаж, «правая рука» Игторна.
Герцог Игторн использует этого гоблина с говорящим именем как мебель — то как табуретку, чтобы присесть, то как стульчик, на который можно элегантно поставить свою ногу. Несмотря на то, что Подлиза — гоблин, он ничуть не похож на остальных — он не выше медведя Гамми.
У Подлизы есть кузен по имени Головастик, который недолюбливает Герцога за руководство.
Подлиза разрывается среди двух миров — он не совсем гоблин, так как умеет писать, читать, думать (поэтому гоблины его и недолюбливают); но он и не человек, поэтому Игторн жестоко издевается над ним — бедняга Подлиза живёт где-то между, оставаясь в тени герцога и руководя гоблинами. Однако, в одной серии ему с помощью волшебных доспехов на некоторое время удалось стать правителем Данвина.
У Подлизы есть сердце. Были даже случаи, когда он помогал Гамми за их терпимое отношение к нему.
Примечательно, что Подлиза часто выражается о себе в третьем лице.
Гед и Зуг
Зелёный и фиолетовый гоблины, одни из основных подручных Игторна.

### Жители Урсалии (положительные персонажи)
В серии «Gummi-Glen» Мишки обнаруживают Город Великих Гамми из Урсалии, в котором, казалось, никого не было. Несмотря на внешнюю пустоту города, там жило племя Барбиков, являющееся также племенем Гамми. Пришедшие из Барбик леса, эти мишки были грубы и жестоки. Они переехали в Город Великих Гамми после того, как их дом был разрушен людьми.
- Сэр Торнберри — старый медведь-гамми, рыцарь. Он был смотрителем Урсалии в течение 50 лет. Сэр Торнберри — храбрый, доблестный воин, однако в то же время немного забывчивый и неуклюжий.
- Урса — вождь племени Барбиков. Она ведёт в Урсалии поиски «Сверх-оружия», которое может позволить Барбикам уничтожить человечество. Урса враждебна по отношению к людям, но Кевин переубедил её, после того как он, Ворчун и сэр Торнберри спасли её.
- Гритти — лейтенант Урсы, известен как жестокий воин-Барбик. Он очень понравился Малышу, поэтому был вынужден контролировать свою враждебность по отношению к людям.
- Бадди — подросток, член племени Барбиков. Он более мягкий, чем остальная часть племени, также он обладает творческими способностями, превосходно играет на флейте.

## Дом Гамми
Дом Гамми находится под землёй. Сам дом представляет собой большую двухэтажную галерею или залу и три выходящие из неё комнаты. За дверью одной из них начинается коридор с девятью комнатами. А сразу за библиотекой Колдуна начинается старый коридор Древних Гамми и шесть комнат.

### Главный Зал
Главная комната представляет собой большую светлую залу, поделённую на две части большим синим бархатным занавесом. В первой и наибольшей части залы, в центре, стоит большой стол. Стены украшают Гербы Гамми и различные родовые портреты. В почётном углу стоят Доспехи Рыцаря Гамми. А в противоположном углу стоит большая бронзовая Арфа. Наверху днем комнату освещает Большой Купол, наполненный водой, являющийся дном небольшого водоёма около главного дерева. В другой части находится камин Гамми, а вокруг него стоят уютные креслица и скамеечки. Зимними вечерами они часто собираются вместе у камина, рассказывают разные истории друг другу, а иногда поют песни.

## Список серий

### Сезон 1 (1985)
| Номер серии | Название                                                                          | Порядковый номер эпизода в сезоне (порядковый номер всего) | Дата выхода      |
| s1e01 (01)  | A New Beginning — Как это начиналось (Новое начало)                               | 1(1)                                                       | 14 сентября 1985 |
| s1e02 (02)  | The Sinister Sculptor — Скульптор-злодей (Коварный скульптор)                     | 2(2)                                                       | 21 сентября 1985 |
| s1e02 (02)  | Zummi Makes It Hot — Колдун даёт жару (Колдун — повелитель огня)                  | 3(3)                                                       | 21 сентября 1985 |
| s1e03 (03)  | Someday My Prints Will Come — След дракона (Однажды он придёт)                    | 4(4)                                                       | 28 сентября 1985 |
| s1e03 (03)  | Can I Keep Him — Я хотел оставить его себе (Можно, я его оставлю?)                | 5(5)                                                       | 28 сентября 1985 |
| s1e04 (04)  | A Gummi In A Gilded Cage — Гамми в позолоченной клетке                            | 6(6)                                                       | 5 октября 1985   |
| s1e05 (05)  | The Oracle — Прорицатель                                                          | 7(7)                                                       | 12 октября 1985  |
| s1e05 (05)  | When You Wish Upon A Stone — Великан и волшебный камень (Гигант и камень желаний) | 8(8)                                                       | 12 октября 1985  |
| s1e06 (06)  | A Gummi By Any Other Name — Гамми или кто-то другой                               | 9(9)                                                       | 26 октября 1985  |
| s1e07 (07)  | Loopy, Go Home — Хитрец, домой! (Беги домой, Плутишка!)                           | 10(10)                                                     | 2 ноября 1985    |
| s1e07 (07)  | A Hunting We Will Go — Мы идём на охоту (Охота будет удачной)                     | 11(11)                                                     | 2 ноября 1985    |
| s1e08 (08)  | The Fence Sitter — Прожорливая птица (Нерешительный)                              | 12(12)                                                     | 9 ноября 1985    |
| s1e08 (08)  | Night Of The Gargoyle — Страшная ночь (Ночь гаргульи)                             | 13(13)                                                     | 9 ноября 1985    |
| s1e09 (09)  | The Secret Of The Juice — Секрет сока Гамми (Секрет сока)                         | 14(14)                                                     | 23 ноября 1985   |
| s1e10 (10)  | Sweet And Sour Gruffi — Добрый и злой Ворчун (Кисло — сладкий Ворчун)             | 15(15)                                                     | 30 ноября 1985   |
| s1e10 (10)  | Duel Of The Wizards — Поединок волшебников (Дуэль колдунов)                       | 16(16)                                                     | 30 ноября 1985   |
| s1e11 (11)  | What You See Is Me — Это я, ты меня видишь? (То, что ты видишь — это я)           | 17(17)                                                     | 7 декабря 1985   |
| s1e11 (11)  | Toadie’s Wild Ride — Невероятное приключение Подлизы (Бешеная поездка Подлизы)    | 18(18)                                                     | 7 декабря 1985   |
| s1e12 (12)  | Bubble Trouble — Как пузырёк попал в беду (Проблемы с пузырями)                   | 19(19)                                                     | 14 декабря 1985  |
| s1e12 (12)  | Gummi in a Strange Land — В чужой стороне (Гамми в странной стране)               | 20(20)                                                     | 14 декабря 1985  |
| s1e13 (13)  | Light Makes Right — Чудесный Гаммископ (Луч всё исправил)                         | 21(21)                                                     | 21 декабря 1985  |

### Сезон 2 (1986)
| Номер серии | Название                                                                         | Порядковый номер эпизода в сезоне (Порядковый номер всего) | Дата выхода      |
| s2e01 (14)  | Up, Up, And Away — Хочу стать рыцарем (Вверх, вверх и прочь)                     | 1(22)                                                      | 13 сентября 1986 |
| s2e02 (15)  | Faster Than A Speeding Tummi — Проворный Толстун (Быстрее, чем спешащий Толстун) | 2(23)                                                      | 20 сентября 1986 |
| s2e02 (15)  | For A Few Sovereigns More — За горсть монет (На несколько соверенов больше)      | 3(24)                                                      | 20 сентября 1986 |
| s2e03 (16)  | Over The River And Through The Trolls — За рекой у троллей                       | 4(25)                                                      | 27 сентября 1986 |
| s2e03 (16)  | You Snooze, You Lose — Не спи — замёрзнешь (Чихнёшь — проиграл)                  | 5(26)                                                      | 27 сентября 1986 |
| s2e04 (17)  | The Crimson Avenger — Малиновый мститель (Мститель в малиновом)                  | 6(27)                                                      | 18 октября 1986  |
| s2e05 (18)  | A Hard Dazed Knight — Рыцарские забавы (Забавы рыцарей)                          | 7(28)                                                      | 18 октября 1986  |
| s2e05 (18)  | Do Unto Ogres — Как стать большим (Относись к гоблинам так)                      | 8(29)                                                      | 25 октября 1986  |
| s2e06 (19)  | For Whom The Spell Holds — Нелёгкая работа Колдуна                               | 9(30)                                                      | 25 октября 1986  |
| s2e07 (20)  | Little Bears Lost — Как найти воришку (Медвежья потеря)                          | 10(31)                                                     | 15 ноября 1986   |
| s2e07 (20)  | Guess Who’s Gumming To Dinner — У Гамми праздник (Угадай, кто придёт на ужин)    | 11(32)                                                     | 15 ноября 1986   |
| s2e08 (21)  | My Gummi Lies Over The Ocean — За морями, за горами                              | 12(33)                                                     | 29 ноября 1986   |

### Сезон 3 (1987)
| Номер серии | Название                                                                                    | Порядковый номер эпизода в сезоне (порядковый номер всего) | Дата выхода      |
| s3e01 (22)  | Too Many Cooks — Слишком много конфет (Слишком много поваров)                               | 1(34)                                                      | 12 сентября 1987 |
| s3e01 (22)  | Just A Tad Smarter — Кто головастее                                                         | 2(35)                                                      | 12 сентября 1987 |
| s3e02 (23)  | If I Were You — Загадочные превращения (На твоём месте)                                     | 3(36)                                                      | 19 сентября 1987 |
| s3e02 (23)  | Eye Of The Beholder — Колдовские чары (Глаз наблюдателя)                                    | 4(37)                                                      | 19 сентября 1987 |
| s3e03 (24)  | Presto Gummo — Толстун-фокусник (Престо Гаммо)                                              | 5(38)                                                      | 26 сентября 1987 |
| s3e03 (24)  | A Tree Grows In Dunwyn — Чудесное дерево (Дерево Данвина)                                   | 6(39)                                                      | 26 сентября 1987 |
| s3e04 (25)  | Day Of Beevilweevils — Путешествие в зубастый лес (День жуков и деревьев)                   | 7(40)                                                      | 3 октября 1987   |
| s3e05 (26)  | Water Way To Go — Густо и русалка (По водной глади)                                         | 8(41)                                                      | 10 октября 1987  |
| s3e05 (26)  | Close Encounters Of A Gummi Kind — Механический медвежонок (Близкие контакты с родом Гамми) | 9(42)                                                      | 10 октября 1987  |
| s3e06 (27)  | Snows Your Old Man — Проделки ледяной бороды (Снег и старик)                                | 10(43)                                                     | 31 октября 1987  |
| s3e06 (27)  | Boggling The Bears — Беспокойные гости                                                      | 11(44)                                                     | 31 октября 1987  |
| s3e07 (28)  | The Knight’s Of Gummidoon — Рыцари ордена «Гаммадун» (Рыцари замка «Гаммадун»)              | 12(45)                                                     | 5 декабря 1987   |
| s3e08 (29)  | Mirthy Me — Весельчак (Весели меня)                                                         | 13(46)                                                     | 12 декабря 1987  |
| s3e08 (29)  | Gummi Dearest — Мой родной мишка (Мой дорогой Гамми)                                        | 14(47)                                                     | 19 декабря 1987  |

### Сезон 4 (1988)
| Номер серии | Название                                                                                       | Порядковый номер эпизода в сезоне (порядковый номер всего) | Дата выхода      |
| s4e01 (30)  | The Magnificent Seven Gummies — Великолепная семёрка                                           | 1(48)                                                      | 10 сентября 1988 |
| s4e02 (31)  | Music Hath Charms — Волшебная музыка (Чарующая музыка)                                         | 2(49)                                                      | 17 сентября 1988 |
| s4e02 (31)  | Dress For Success — Удачный костюм (Счастливый наряд)                                          | 3(50)                                                      | 17 сентября 1988 |
| s4e03 (32)  | A Knight To Remember — Незабываемый рыцарь                                                     | 4(51)                                                      | 24 сентября 1988 |
| s4e03 (32)  | Gummi’s Just Want To Have Fun — И медведи хотят повеселиться (Гамми просто хотят повеселиться) | 5(52)                                                      | 24 сентября 1988 |
| s4e04 (33)  | There’s No Place Like Home — В гостях хорошо, а дома лучше (Лучше дома ничего нет)             | 6(53)                                                      | 1 октября 1988   |
| s4e04 (33)  | Color Me Gummi — Гамми-художник (Нарисуй меня, Гамми)                                          | 7(54)                                                      | 1 октября 1988   |
| s4e05 (34)  | He Who Laugh’s Last — Кто смеётся последним                                                    | 8(55)                                                      | 15 октября 1988  |
| s4e06 (35)  | Tummi’s Last Stand — Толстун сражается до последнего                                           | 9(56)                                                      | 29 октября 1988  |
| s4e06 (35)  | The Crimson Avenger Strikes Again — Неутомимый малиновый мститель (И снова малиновый мститель) | 10(57)                                                     | 29 октября 1988  |
| s4e07 (36)  | Ogre Baby Boom — Крошка-гоблин (Бэби-бум у гоблинов)                                           | 11(58)                                                     | 12 ноября 1988   |
| s4e07 (36)  | The White Knight — Белый рыцарь                                                                | 12(59)                                                     | 12 ноября 1988   |
| s4e08 (37)  | Good Neighbor Gummi — Добрый сосед Гамми                                                       | 13(60)                                                     | 3 декабря 1988   |
| s4e08 (37)  | Girl’s Knight Out — Девушка-рыцарь (Девушки-рыцари)                                            | 14(61)                                                     | 3 декабря 1988   |
| s4e09 (38)  | Top Gum — Большой обман                                                                        | 15(62)                                                     | 10 декабря 1988  |
| s4e10 (39)  | Gummi’s At Sea — Гамми в море (Гамми на море)                                                  | 16(63)                                                     | 17 декабря 1988  |

### Сезон 5 (1989—1990)
| Номер серии | Название                                                                                              | Порядковый номер эпизода в сезоне | Дата выхода      |
| s5e01(40)   | A Gummi A Day Keeps The Doctor Away — Если хочешь быть здоров (Гамми в день — и врач не нужен совсем) | 1(64)                             | 9 сентября 1989  |
| s5e01(40)   | Let Sleeping Giants Lie — Не будите спящих гигантов                                                   | 2(65)                             | 9 сентября 1989  |
| s5e02 (41)  | The Road To Ursalia — Путешествие в Урсалию (Дорога в Урсалию)                                        | 3(66)                             | 16 сентября 1989 |
| s5e03 (42)  | Bridge On The River Gummi — Мост через реку Гамми                                                     | 4(67)                             | 23 сентября 1989 |
| s5e03 (42)  | Life Of The Party — Душа общества                                                                     | 5(68)                             | 30 сентября 1989 |
| s5e04 (43)  | My Kingdom For A Pie — Отдам царство за пирог (Королевство за пирог)                                  | 6(69)                             | 7 октября 1989   |
| s5e04 (43)  | The World According To Gusto — Мир глазами Густо (Мир по правилам Густо)                              | 7(70)                             | 21 октября 1989  |
| s5e05 (44)  | Ogre For A Day — Кевин в роли гоблина (Гоблин на час)                                                 | 8(71)                             | 4 ноября 1989    |
| s5e06 (45)  | Princess Problems — Проблемы двух принцесс (Проблемы принцессы)                                       | 9(72)                             | 11 ноября 1989   |
| s5e06 (45)  | A Gummi Is A Gummi’s Best Friend — Лучший друг Гамми — это Гамми (Лучший друг для Гамми — это Гамми)  | 10(73)                            | 18 ноября 1989   |
| s5e07 (46)  | Beg, Burrow And Steal — История с землеройной машиной (Просить, рыть нору и красть)                   | 11(74)                            | 16 декабря 1989  |
| s5e08 (47)  | Return To Ursalia — Возвращение в Урсалию                                                             | 12(75)                            | 6 января 1990    |

### Сезон 6 (1990—1991)
| Номер серии | Название                                                                             | Порядковый номер эпизода в сезоне | Дата выхода      |
| s6e01 (48)  | A Gummi’s Work Is Never Done — Работу Гамми не переделать                            | 1(76)                             | 10 сентября 1990 |
| s6e02 (49)  | Friar Tum — Брат Толстун                                                             | 2(77)                             | 12 сентября 1990 |
| s6e02 (49)  | Never Give A Gummi An Even Break — Никогда не давай Гамми расслабиться               | 3(78)                             | 12 сентября 1990 |
| s6e03 (50)  | Tuxford’s Turnaround — Вертушка Таксфорда                                            | 4(79)                             | 18 сентября 1990 |
| s6e04 (51)  | Toadie The Conqueror — Подлиза-завоеватель                                           | 5(80)                             | 19 сентября 1990 |
| s6e05 (52)  | Zummi In Slumberland — Колдун в стране сновидений                                    | 6(81)                             | 25 сентября 1990 |
| s6e05 (52)  | A Recipe For Trouble — Новый кулинарный рецепт (Рецепт неприятностей)                | 7(82)                             | 6 ноября 1990    |
| s6e06 (53)  | Patchwork Gummi — Лоскутное одеяло Гамми                                             | 8(83)                             | 26 сентября 1990 |
| s6e07 (54)  | Thornberry To The Rescue — Торнберри приходит на помощь (Торнберри спешит на помощь) | 9(84)                             | 19 октября 1990  |
| s6e08 (55)  | Once More The Crimson Avenger — И снова малиновый мститель                           | 10(85)                            | 5 ноября 1990    |
| s6e09 (56)  | Queen of The Carpies — Королева гарпий                                               | 11(86)                            | 15 ноября 1990   |
| s6e10 (57)  | True Gritty — Гритти — смельчак                                                      | 12(87)                            | 19 ноября 1990   |
| s6e11 (58)  | King Igthorn (1) — Король Игторн (часть 1)                                           | 13(88)                            | 27 ноября 1990   |
| s6e12 (59)  | King Igthorn (2) — Король Игторн (часть 2)                                           | 14(89)                            | 28 ноября 1990   |
| s6e13 (60)  | Tummi Trouble — Беды Толстуна                                                        | 15(90)                            | 14 февраля 1991  |
| s6e14 (61)  | Rocking Chair Bear — Стариковское кресло для мишки                                   | 16(91)                            | 18 февраля 1991  |
| s6e15 (62)  | Trading Faces — Поменяться лицами                                                    | 17(92)                            | 19 февраля 1991  |
| s6e16 (63)  | May The Best Princess Win — Пусть победит лучшая из принцесс                         | 18(93)                            | 20 февраля 1991  |
| s6e17 (64)  | Wings Over Dunwyn — Крылья над Данвином                                              | 19(94)                            | 21 февраля 1991  |
| s6e18 (65)  | The Rite Stuff — Обряд                                                               | 20(95)                            | 22 февраля 1991  |